# Dagon (dieu)
Pour les articles homonymes, voir Dagon.
Cet article possède un paronyme, voir Dagan.
Dagon ou Dagan est un des principaux dieux des populations sémitiques occidentales antiques de Syrie, vénéré dans le Proche-Orient ancien. Il apparaît généralement comme une figure patriarcale et souveraine du monde divin, et d'après une étymologie de son nom il est vu comme le dieu du grain et de l'agriculture. 
Appelé Dagan dans la documentation cunéiforme, il est attesté depuis la seconde moitié du IIIe millénaire av. J.-C., notamment à Ebla, il est dès cette période une des principales divinités de la Syrie. Il reste au millénaire suivant une divinité majeure, notamment dans les royaumes de Mari et d'Ugarit, souvent rapproché d'un autre grand dieu, El (Ilu), même s'il s'efface devant l'affirmation du dieu de l'Orage Addu/Hadad, aussi appelé Baal. Selon la Bible hébraïque, où il apparaît sous le nom Dagon, c'est le principal dieu des Philistins. Cela n'est certes corroboré par aucune autre source antique, mais c'est sous cette forme qu'il est passé à la postérité pour devenir dans la tradition juive et surtout chrétienne une figure maléfique.

## Dagon dans la Bible: le dieu des Philistins
La Bible mentionne la présence de statues de Dagon dans le camp des Philistins, les principaux ennemis du peuple hébreu dans le livre des Juges et les livres de Samuel. L'histoire se passe après la prise par les Philistins de l'arche d'alliance.

« Les Philistins prirent l’arche de Dieu, et ils la transportèrent d’Ében Ézer à Ashdod. Après s’être emparés de l’arche de Dieu, les Philistins la firent entrer dans la maison de Dagon et la placèrent à côté de Dagon. Le lendemain, les Ashdodiens, qui s’étaient levés de bon matin, trouvèrent Dagon étendu la face contre terre, devant l’arche de l’Éternel. Ils prirent Dagon, et le remirent à sa place. Le lendemain encore, s’étant levés de bon matin, ils trouvèrent Dagon étendu la face contre terre, devant l’arche de l’Éternel ; la tête de Dagon et ses deux mains étaient abattues sur le seuil, et il ne lui restait que le tronc. C’est pourquoi jusqu’à ce jour, les prêtres de Dagon et tous ceux qui entrent dans la maison de Dagon à Ashdod ne marchent point sur le seuil. »

— La Bible, Premier livre de Samuel, chapitre 5, versets 1 à 5

## Dagon dans la culture contemporaine
- Dagon est le dieu invoqué par le grand-prêtre philistin et Dalila à l'acte III de l'opéra Samson et Dalila de Camille Saint-Saëns ;
- Dans sa nouvelle Dagon parue en 1917, il semble que H. P. Lovecraft fasse apparaître dans le récit un dieu pisciforme inspiré du dieu Dagon. Mais Lovecraft, préférant laisser une aura mystérieuse à son récit, n'a jamais lui-même établi l'existence d'une relation claire entre son personnage fantastique et le dieu des Philistins[1]. La nouvelle est la première du recueil éponyme paru en 1965 ;
- 4th Arra of Dagon est une pièce du groupe death metal NILE tirée de l'album Those whom the Gods detest ;
- Dans la série des jeux vidéo The Elder Scrolls, « Mehrunes Dagon » est le dieu Daedra du mal et de la destruction, il est notamment le principal antagoniste dans Oblivion, le quatrième opus ;
- Dagon, dans le jeu vidéo The Witcher, est également le nom d'un dieu aquatique ;
- Dans la série de romans Les Secrets de l'immortel Nicolas Flamel de Michael Scott, Dagon est le serviteur de Nicolas Machiavel (Niccolò Macchiavelli) ;
- Dans le jeu Defense of the Ancients, Dagon est un objet pouvant être acheté par le joueur et pouvant infliger une quantité ponctuelle et immédiate de dégâts à un adversaire ;
- Dagon est présenté dans le jeu de rôles Donjons et Dragons comme le premier seigneur démon des abysses, manigançant la chute d'Orcus et de Graz'zt avec son seigneur Démogorgon ;
- Call Of Dagon est une chanson du groupe de métal symphonique Therion tirée de l'album Sirius B ;
- Dans le jeu Call of Cthulhu, Dark Corners of the Earth, inspiré par H.P Lovecraft, Dagon est représenté par une immense créature aquatique maléfique, dieu de Ceux des Profondeurs, et vaincu par le héros, lorsque celui-ci utilise le canon d'artillerie du cotre (bateau de guerre) où il se trouve lorsque le monstre attaque. Une remarque amusante est prononcée par la suite lorsque le héros observe une statue de Dagon. « C'est une statue de Dagon, sans le missile que je lui ai envoyé dans la tête » ;
- Dans la série télévisée Good Omens, Dagon, interprété par Elizabeth Berrington, est un démon Seigneur des dossiers et des fichiers de l'Enfer.
- Dans la série Supernatural, saison 12, Dagon est présenté comme un des 4 Princes de l'enfer avec Azazel, Asmodeus et Ramiel. Dagon a l'apparence d'une femme humaine (son vaisseau) et est interprétée par l'actrice Ali Ahn.
- Dans le manga Jujutsu Kaisen, Dagon est un fléau de classe S représentant la peur des hommes envers l'océan. Son apparence de pieuvre humanoïde ailée laisse penser à une inspiration des monstres de Lovecraft.